# Tobar
Tobar es una localidad y un municipio situados en la provincia de Burgos, Castilla la Vieja, en la comunidad autónoma de Castilla y León (España), comarca de Odra-Pisuerga, partido judicial de Burgos, cabecera del ayuntamiento de su nombre.

## Geografía

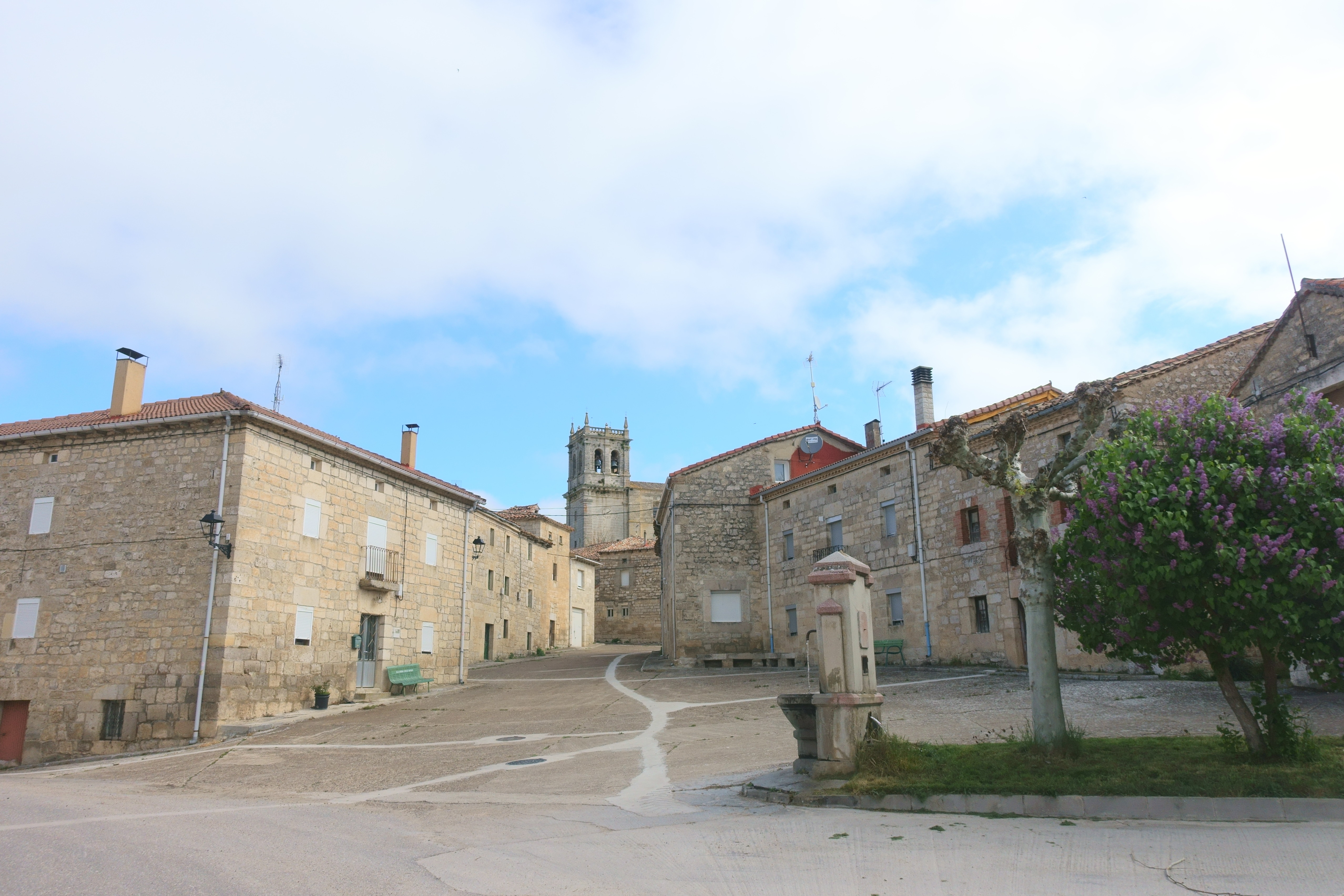
La plaza

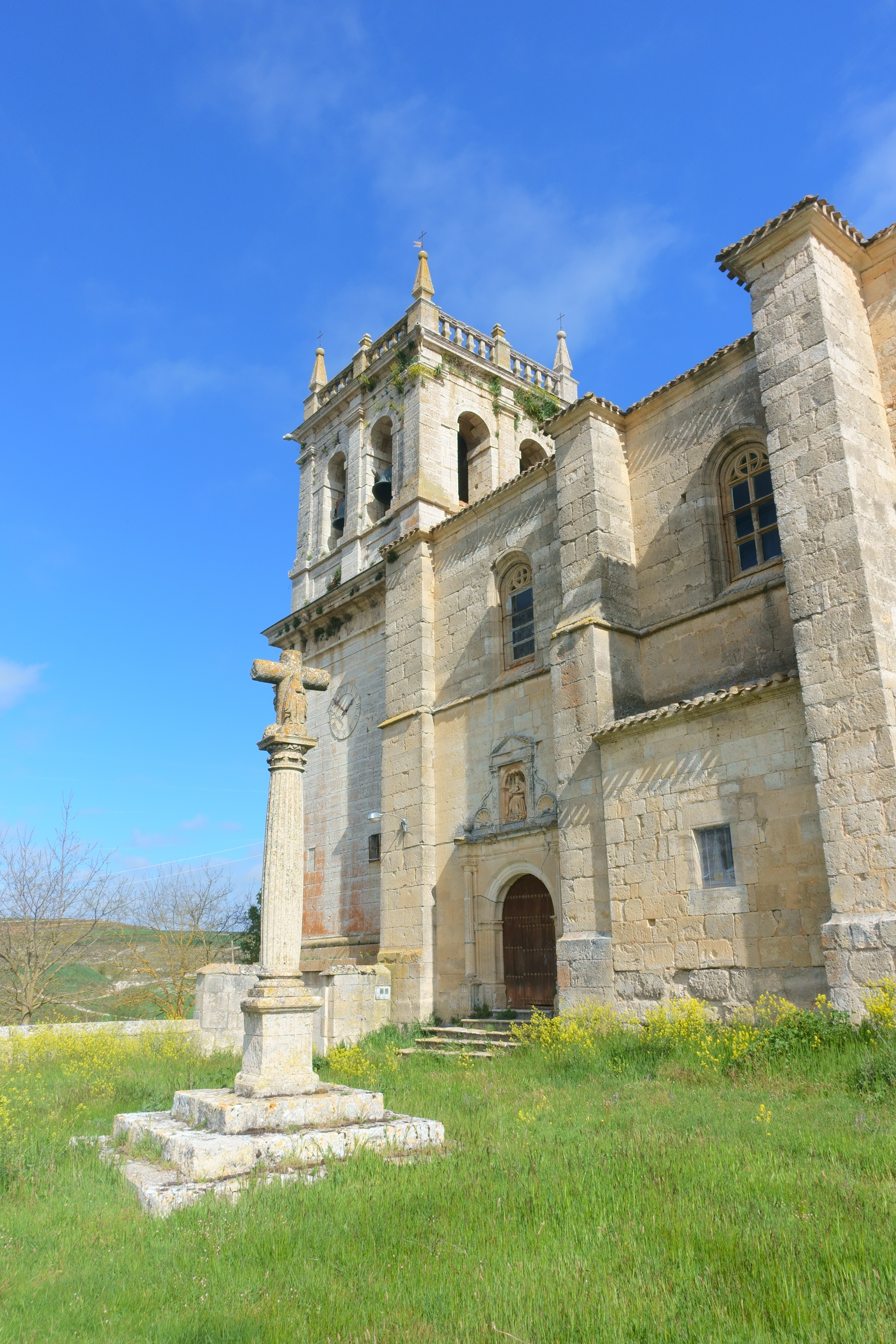
Iglesia de Santa María

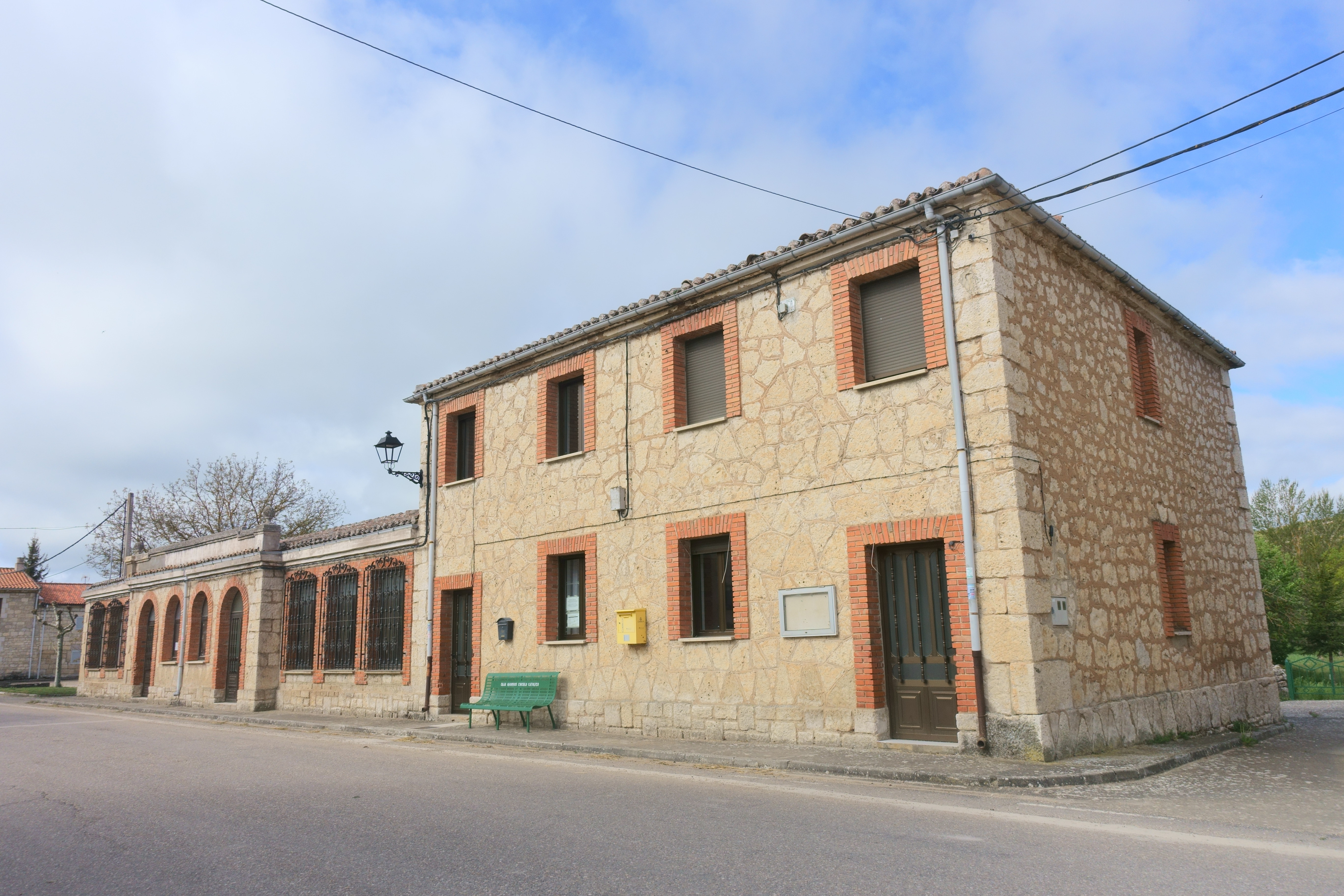
Casa consistorial

Es un municipio situado en la provincia de Burgos, comunidad autónoma de Castilla y León (España). Pertenece a la comarca de Odra del Pisuerga, y está situado a 35 km al noroeste de Burgos. Colinda con Pedrosa del Páramo, Manciles, Susinos del Páramo, las Hormazas, Castromorca y Olmos de la Picaza.
Tobar se encuentra en un valle, rodeado de pequeñas colinas, el río Hormazuela recorre el pueblo de norte a sur, con poco caudal, porque nace a pocos kilómetros.
La economía se basa en la agricultura de secano, principalmente cultivo de cereal, trigo y cebada. El terreno es calizo pero fértil. 
El clima es continental y bastante extremado. Los inviernos son fríos con temperaturas mínimas que en ocasiones descienden de los -10 °C. En verano, hace calor, la temperatura puede llegar a 35 o 40 °C, pero por la noche refresca.

## Historia
La Villa, entonces denominada Tovar, formó parte, en su categoría de pueblos solos, del Partido de Castrojeriz, uno de los catorce que formaban la Intendencia de Burgos, durante el periodo comprendido entre 1785 y 1833, en el Censo de Floridablanca de 1787, con jurisdicción de señorío, siendo su titular el Duque del Infantado, en aquella época Pedro Alcántara de Toledo y Silva (1729-1790) duodécimo Duque y heredero también de los títulos de Távara, Lerma y Pastrana, quien nombraba alcalde ordinario.

### Linaje
Acerca del origen de este linaje, concuerdan los autores en señalar como Solar primitivo a la Villa de Tobar, situada antiguamente en la Merindad de Castrojeriz, hoy partido de Villadiego de la provincia de Burgos
El cronista Pellicer hace remontar la historia del linaje Tovar a un caballero llamado Sancho Fernández de Tovar, a quien Fernando III concedió en 1218 la villa de Tovar.
Dentro del linaje el personaje más famoso sería el almirante mayor de Castilla Fernán Sánchez de Tovar. La fortuna de este personaje y la de su familia se encuentran íntimamente ligadas a las pretensiones al trono de Castilla del bastardo Enrique de Trastámara. En efecto, Fernán Sánchez de Tovar fue hasta 1364 un ferviente partidario del rey legítimo Pedro I (El Cruel o El Justiciero), que le confió importantes oficios tales como Adelantado Mayor de Castilla en 1360 y Frontero Mayor de Murcia en 1364. Pronto, sin embargo, abandonó al rey legítimo y se pasó al bando de Enrique de Trastámara. Tras el triunfo de Enrique sobre Pedro, Fernán Sánchez de Tovar se convierte en uno de los hombres de máxima confianza de Enrique II a quien confió en 1377 el mando supremo de la flota castellana y más tarde le nombraría su testamentario. Como Almirante Mayor de Castilla Fernán Sánchez de Tovar fue el artífice de los grandes éxitos de la marina castellana en Flandes y en las costas británicas, infringiendo duros reveses al reino de Inglaterra en sus puertos y en el Canal de la Mancha. En 1380, muerto ya Enrique II, llegó incluso a remontar el Támesis poniendo fuego a Gravesend, que es hoy uno de 16 barrios de Londres. Fue una de las muchas víctimas de la peste cuando, en 1384 al mando de la flota castellana, se encontraba asediando la ciudad de Lisboa en una guerra más por la corona de Portugal. Le heredó en el oficio de Almirante Mayor y en sus señoríos su hijo Juan Fernández de Tovar, que sólo le sobrevivió un año, pues murió peleando en el campo de batalla de Aljubarrota.

## Demografía
Tobar cuenta con una población de 27 habitantes (INE 2024).
| Gráfica de evolución demográfica de Tobar entre 1857 y 2021 |
| |
| Población de derecho según los censos de población del INE. Población de hecho según los censos de población del INE.En estos censos se denominaba Tovar: 1857, 1860, 1877 y 1887. Entre el censo de 1857 y el anterior, aparece este municipio porque se segrega del municipio Villadiego. |